# Santa Cova de Montserrat
La Santa Cova de Montserrat és el lloc on, segons la llegenda, es va trobar la imatge de la Mare de Déu de Montserrat el 880, origen del seu culte i la seva consagració com a patrona de Catalunya. La seva troballa convertí el lloc en centre de pelegrinatge i propicià la construcció del Monestir de Montserrat. Ja que tota la historiografia montserratina dels segles XIV-XIX fonamentava els orígens del Santuari de Montserrat en una llegenda: la de la Invenció o troballa de la Santa Imatge.
A la Santa Cova (municipi de Collbató) s'hi accedeix pel Camí de la Santa Cova, excavat en la muntanya; fou construït entre 1691 i 1704 gràcies al mecenatge de Gertrudis de Montserrat, marquesa de Tamarit, i anomenat aleshores "camí de la plata" per la gran suma de diners que arribà a costar.
Durant el seu recorregut es pot apreciar el Rosari Monumental de Montserrat, conjunt de diversos grups escultòrics dedicats al Rosari i als quinze misteris de la Verge, construïts entre 1896 i 1916. Forma part de l'Inventari del Patrimoni Arquitectònic de Catalunya.

## Història i llegenda
Tot i que la imatge que es venera en l'actualitat al cambril de l'església de Montserrat és una talla romànica del segle XII, la llegenda conta que l'any 880, un dissabte al vespre, uns vailets van veure baixar del cel una gran llum, acompanyada d'una bella melodia, que s'aturà a mitja muntanya. La setmana següent hi van tornar amb els pares i la visió es va repetir. Igualment les setmanes següents que els acompanyà el rector d'Olesa de Montserrat. Assabentat de l'esdeveniment, també hi anà el senyor bisbe; llavors van trobar una cova on hi havia una imatge de la Mare de Déu. Intentaren traslladar-la en processó a Manresa, però l'intent fou infructuós, perquè la imatge s'anava fent més i més pesada, fins que van entendre la voluntat divina: aquella imatge havia de ser venerada a la muntanya de Montserrat.

## La Capella de la Santa Cova
L'anterior capella barroca fou destruïda durant la Guerra del Francès (1811) i reconstruïda en estil neoromànic (beneïda l'11 de setembre de 1864) per la "Junta de Reconstrucción de Montserrat", quan era abat el pare Miquel Muntadas. La construcció de la capella es va fer entre 1696 i 1705, gràcies de nou al patrocini de la marquesa de Tamarit. Cal destacar l'emplaçament vertical de la capella al pendent de la muntanya, cosa que fa que doni la sensació d'estar suspesa a l'aire; és un bell exemple d'integració entre arquitectura i naturalesa.
La capella té planta de creu llatina, i està inserida sobre una gruta de la muntanya, lloc de la Santa Cova original. En l'altar hi ha una reproducció de la imatge original, ja que l'autèntica es troba a la basílica del monestir. Sobre el creuer hi ha una cúpula semiesfèrica amb una claraboia per on entra la llum. Aquesta capella principal té adossada una construcció de tres naus al voltant d'un petit claustre, on es troben una sala d'ex-vots, la sagristia, la sala de pelegrins i l'habitatge del monjo que s'encarrega d'acollir els visitants, així com un petit hort.
La capella, com s'ha esmentat, ha patit diverses vicissituds al llarg de la seva història: durant la Guerra del Francès  l'edifici va sofrir greus danys el 1812, igual que el monestir i el santuari. Una aquarel·la  d'Alphonse Delamare, conservada al Museu Nacional de Catalunya, permet fer-se una idea de com era l'estat de l'ermita el 1826. A partir dels murs principals que varen quedar en peu, l'arquitecte Francesc de Paula Villar i Lozano en realitzà entre  1857 i 1859 la seva  restauració. La qual fou impulsada per la Junta de Restauració Artística de Montserrat que coordinava  Víctor Balaguer  i que es concretà en la reconstrucció de la capella de la Santa Cova abans que la del monestir. Aquesta restauració es feu amb elements neogòtics, com ara el petit claustre, ja que era un estil que es creia que reflectia millor l'objectiu religiós de la construcció. El 1880 en celebrar-se el mil·lenari de la llegendària trobada de la imatge de la Mare de Déu la capella fou l'epicentre d'aquella efemèride. Promoguda per l'abat Miquel Muntadas i el decidit suport de José María d'Urquinaona, bisbe de Barcelona, i dels sacerdots i publicistes Jaume Collell i Fèlix Sardà i Salvany.Una commemoració que contribuïa a veure Montserrat com a expressió de la pàtria i la fe dels catalans. En l'avinentesa,  s'instal·là una escultura de marbre de la Mare de Déu de Montserrat a la paret de la balma que presidia l'ermita. El 1911, en temps de l'abat Josep Deàs i Villar , es va millorar el camí, s'embellí l'interior i es construí l'atri que actualment dona accés a l'esglesiola. Coronat per un àngel que sostenia la inscripció: "Entra, prega i calla". En la profanació de la capella el 1936, aquesta figura desaparagué. L'any 1964 es va reformar l'interior per adequar-lo a les normes litúrgiques emanades del Concili Vaticà II.
Tanmateix, el 4 de juliol de 1994 un incendi forestal destruí les cobertes dels espais annexos a la capella i al claustre, provocant un enfonsament que va fer malbé els paviments, així com els mobles i les obertures. Aquesta circumstància es va agreujar encara més per les intenses pluges que es produïren la tardor següent, que van provocar una caiguda de pedres i grava damunt del recinte de la Santa Cova i del seu camí d'accés; per raons de seguretat es va haver de tancar la capella i el camí. El 1995 s'encarregà la restauració a l'arquitecte Arcadi Pla i Masmiquel, que començà a la tardor del mateix any. Però de nou, un fort xàfec esdevingut el 5 de setembre de 1995 va fer moure la claraboia de la cúpula de la capella i va caure damunt d'aquesta, que s'enfonsà totalment, danyant la resta de les cobertes. Pla s'encarregà de nou d'un segon projecte de restauració, que enllestí pel maig de 1996. La inauguració es va celebrar el 19 de març de 1997, i restà oberta a tots els pelegrins que arriben a resar a la Mare de Déu.

## Galeria

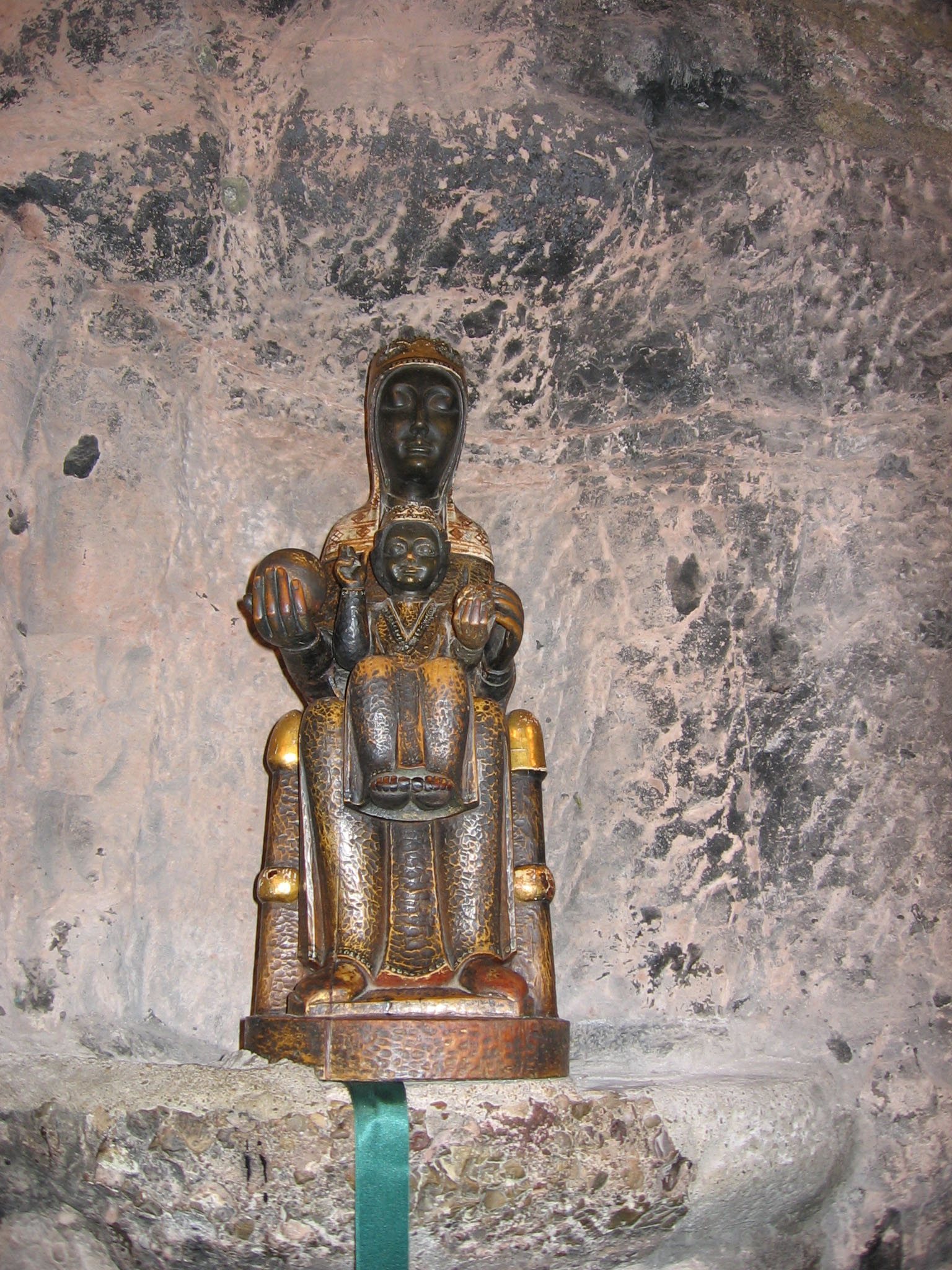
Imatge de la Mare de Déu de Montserrat a la paret de la balma
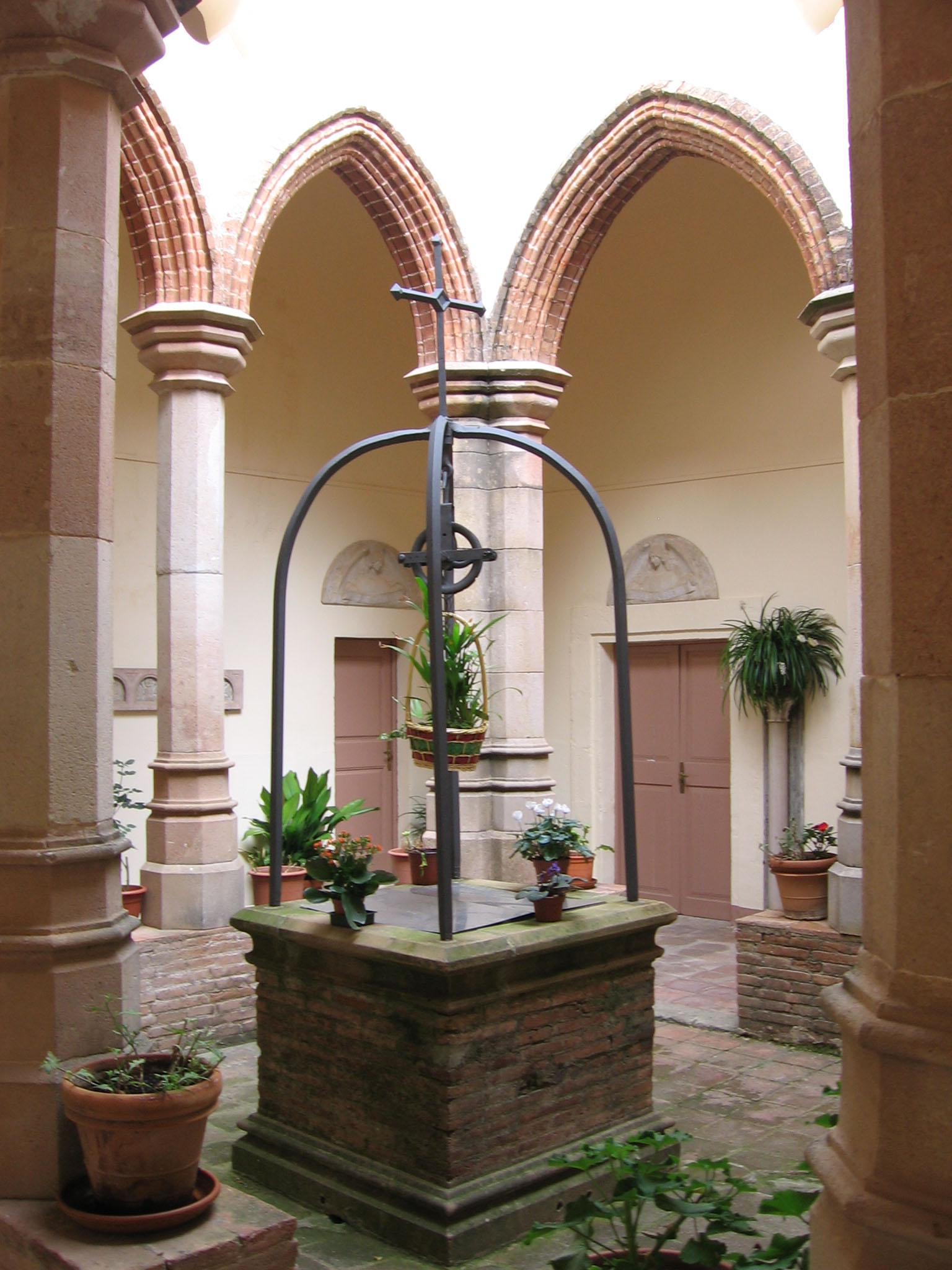
Claustre neogòtic de la Santa Cova de Montserrat
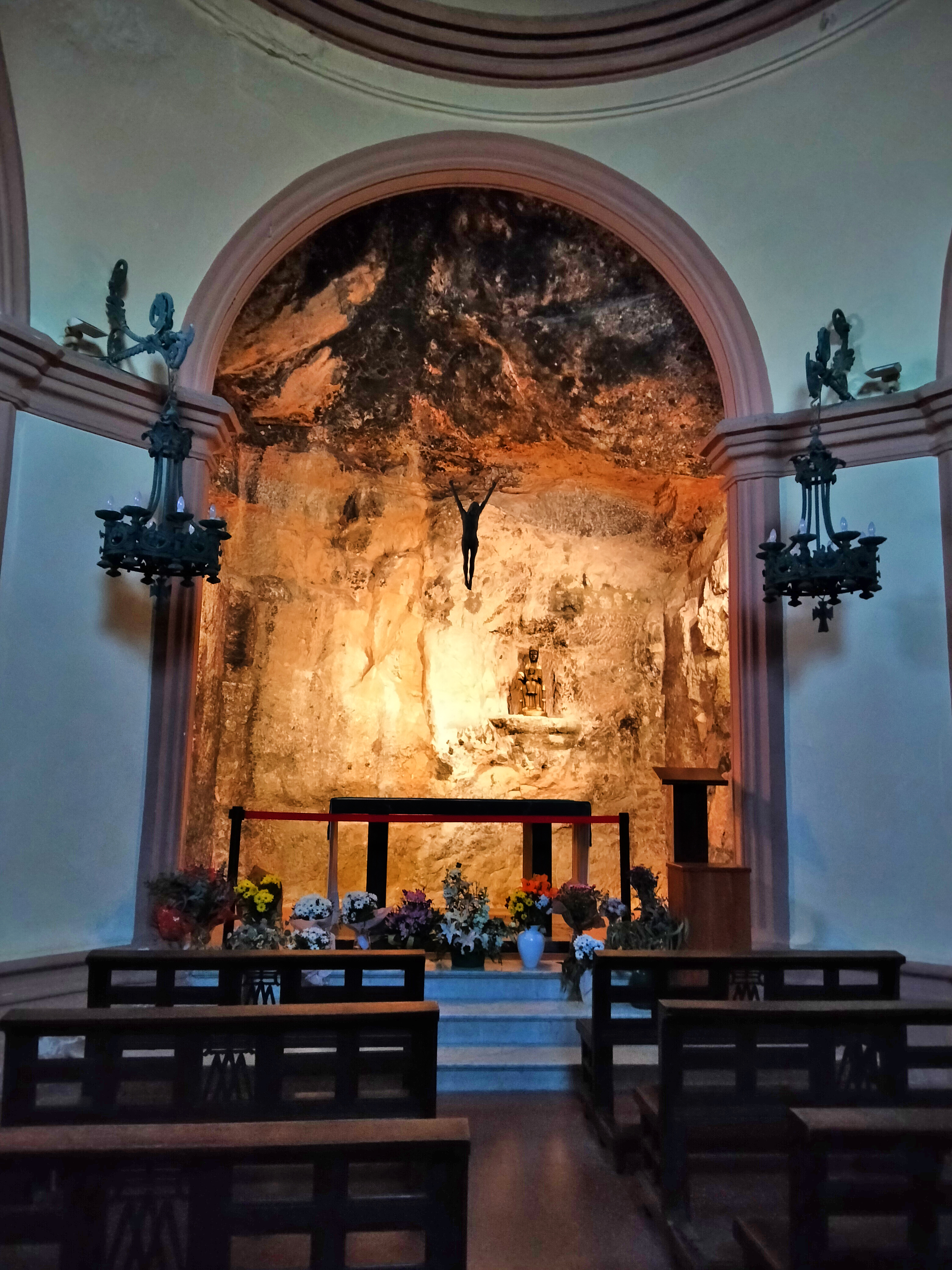
Interior de l'esglessiola de la Santa Cova